# Volby izraelského premiéra 1999
Druhé přímá volby izraelského premiéra se v Izraeli konaly 17. května 1999 současně s volbami do 15. Knesetu.

## Souvislosti
Tyto volby byly teprve druhými přímými volbami premiéra. Předcházející volby byly těsným soubojem mezi Benjaminem Netanjahuem a Šimonem Peresem.
Volby se konaly v době, kdy se jednání s palestinskými Araby nevedla. Přestože bylo schváleno Memorandum od Wye River, znepřátelilo jak levici (která tvrdila, že se mírový proces moc vleče), tak pravici (která byla nespokojená z územními ústupky).
Původně se voleb chystalo zúčastnit pět kandidátů:
- Ehud Barak za stranu Jeden Izrael (aliance Strany práce a stran Gešer a Mejmad)
- Benny Begin za stranu Cherut - Národní hnutí
- Azmí Bišára za stranu Balad
- Jicchak Mordechaj za Stranu středu
- Benjamin Netanjahu za stranu Likud

Avšak později Begin, Bišára (první izraelský Arab ucházející se o post premiéra) a Mordechaj odstoupili poté, co bylo zřejmé, že nemohou vyhrát a pouze by ubrali hlasy hlavním kandidátům (Barakovi a Netanjahuovi) a jejich částem politického spektra.

## Výsledek
| Kandidát           | Strana       | Počet hlasů | %      |
| ------------------ | ------------ | ----------- | ------ |
| Ehud Barak         | Jeden Izrael | 1 791 020   | 56,1 % |
| Benjamin Netanjahu | Likud        | 1 402 474   | 43,9 % |
| Celkem             | Celkem       | 3 193 494   | 100 %  |

## Po volbách
Přestože Barak pohodlně vyhrál premiérské volby, jeho aliance Jeden Izrael získala pouze 26 mandátů, což znamenalo, že musel sestavit komplikovanou koalici stran (Šas, Merec, Jisra'el ba-alija, Strana středu, Národní náboženská strana a Sjednocený judaismus Tóry).
Když Barakova vláda padla po začátku druhé intifády a říjnových nepokojích izraelských Arabů v roce 2000, vyhlásil Barak nové premiérské volby, v naději že získá silný mandát. Byl však výrazně poražen Arielem Šaronem a následně odešel z politiky.